# AKR1C1
La aldo-ceto reductasa familia 1, miembro C1 es una enzima que en los humanos está codificada por el gen AKR1C1.
Este gen codifica un miembro de la superfamilia aldo/ceto reductasa, que consta con más de 40 enzimas y proteínas conocidas. Estas enzimas catalizan la conversión de aldehídos y cetonas a sus alcoholes correspondientes mediante la utilización de NADH y/o NADPH como cofactores. Las enzimas muestran una especificidad de sustrato coincidentes pero distintas. Esta enzima cataliza la reducción de la progesterona a la forma inactiva 20-alfa-hidroxi-progesterona. Este gen comparte una alta identidad de secuencia con tres miembros de otros genes, y está agrupado con esos tres genes en el cromosoma 10p15-p14.